# Isozoanthus capensis
Isozoanthus capensis is een Zoanthideasoort uit de familie van de Parazoanthidae. De wetenschappelijke naam van de soort werd in 1938 voor het eerst geldig gepubliceerd door Oskar Carlgren.

## Beschrijving
Isozoanthus capensis is een kleine koloniale, anemoonachtige bloemdier. Het groeit tot 0,5 cm breed. Het heeft een rechtopstaand hol zuilvormig lichaam met een tentakel-geringde mond. Het is oranje tot roze met een paar stekelige tentakels en een met zand bedekte lichaamskolom. Deze korstanemoon wordt meestal gevonden in kleine kolonies van ongeveer 20-50 individuen onder overhangende delen. Het voedt zich met plankton.

## Verdeling
Deze soort is tot nu toe (2021) alleen gevonden van het Kaapse Schiereiland en tot Port St Johns aan de Zuid-Afrikaanse kust. Het lijkt endemisch te zijn in dit gebied en leeft in ondiep water.